# La donna che ho sognato
La donna che ho sognato (Die Frau meiner Träume) è un film del 1944 diretto da Georg Jacoby

## Trama
Dopo aver litigato con il suo impresario l'attrice e ballerina Julia Koester lascia il teatro e prende il primo treno in partenza. Si ritrova solo, senza bagaglio in una piccola stazione alpina dove fa la conoscenza di due ingegneri, Erwin e Peter. 
Il primo si innamora subito della ragazza mentre il secondo non fa altro che criticare i suoi atteggiamenti da diva. Dopo solo un paio di giorni arriva anche l'impresario, Erwin, scoperta l'identià della ragazza le volta le spalle, non sopporta il mondo dello spettacolo, così Julia si vede costretta a tornare in città. 
La nuova rivista ottiene un enorme successo e una sera tra il pubblico Julia riconosce Peter, che si è reso conto di aver incontrato la donna della sua vita e fa di tutto per sposarla.

## Produzione
Il film fu prodotto dall'Universum Film (UFA).

## Distribuzione
Distribuito dalla Deutsche Filmvertriebs (DFV), il film uscì nelle sale cinematografiche tedesche il 25 agosto 1944.
Nel 1948, ne fu curata una riedizione da parte della NWDF. Il 12 giugno 1953, il film fu distribuito anche nella DDR, la Germania dell'Est mentre il primo passaggio televisivo si ebbe il 4 settembre 1969 in Germania Federale.